# Шмидта (посёлок)
Посёлок Шмидта (Запанско́й) — посёлок в Железнодорожном районе города Самары, расположен вдоль правого берега реки Самары. От остальных частей города посёлок отделён рекой и железнодорожными путями.
В посёлке около 4,5 тысяч жителей.

## Название и история

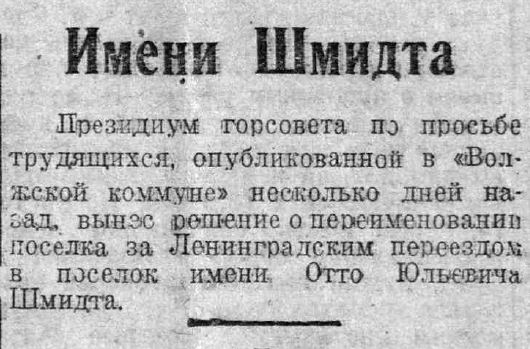
Заметка о переименовании посёлка в газете «Волжская коммуна» (9 июля 1934 г.)

Посёлки «Кавказ», «Новый Оренбург» и «За Панским переездом» возникли в середине XIX века. В 1888 году ветка Самара-Златоустовской железной дороги отрезала эту территорию от остальной Самары.
Улица Ленинградская до провозглашения советской власти в Самаре называлась Панско́й, а посёлок за этой улицей назывался соответственно «за Панско́й», «Запанской». Переименован 8 июля 1934 года в честь О. Ю. Шмидта.

## Улицы
- улица Неверова получила название в честь писателя А. С. Неверова[3]. Ул. Неверова начинается от западного железнодорожного переезда и проходит вдоль жд путей по западной половине посёлка.
- улица Софьи Перовской ранее называлась 1-й Запанской переезд. 8 июля 1926 года переименована в честь С. Л. Перовской. Также начинается от западного железнодорожного переезда, поворачивая в сторону реки.
- улица Степана Халтурина ранее называлась Ново-Вокзальная. 17 октября 1934 года переименована в честь С. Н. Халтурина. Начинаясь от ул. Неверова, идёт через весь посёлок к берегу реки, к лодочным станциям.
- улица Пестеля ранее носила имя Суворова, переименована 15 июля 1925 года в честь декабриста П. И. Пестеля.
- переулок Рылеева ранее носил имя Нечаева, 17 октября 1934 года переименован в честь К. Ф. Рылеева.
- небольшой переулок Петрашевского ранее назывался Гребежовский переулок и Первый Запанской переулок. 15 июля 1925 года переименован в честь М. В. Петрашевского.
- Елизаровская улица названа в честь М. Т. Елизарова, ранее это был Третий Запанской переулок, переименован в 1926 году.
- Посередине посёлка пролегает глубокий овраг, по которому названа и пролегающая вдоль него улица Деповский овраг. Название следующей улицы — Надъярная — также связано с оврагом («над яром», то есть над оврагом).
- Оренбургский переулок и Новооренбургский переулок напоминают о посёлке, который располагался чуть дальше и назывался Новый Оренбург.
- Название улицы Нижнехлебной напоминает, что это была дорога к элеватору.
- улица Набережная реки Самары, как понятно из названия, пролегает по берегу реки, который совсем не благоустроен в отличие от великолепной волжской набережной.
- в восточной половине посёлка главные улицы — Мостовая и Третий год Пятилетки (они параллельны Набережной реки Самары).
- названия некоторых улиц связаны с железной дорогой: это улицы Паровозная, Деповская и За депо, а также упомянутый выше Деповский овраг.
- некоторые улицы называются совсем незатейливо: 128-й километр и 130-й километр.

Также в посёлке есть улицы: Восточная, Гатчинская, Герцена, Засулич, Землевольческая, Железноводская, Ильича, Козловская, Крылова, Линейная, Лобовская, Мостовая, Нечаевская, Новогородская, Ново-Ленинградская, Ново-Советская, Энгельса, Ярославская.
Переулки: Бузулукский, Паровозный, Ремонтный, Тоцкий, Ташкентский.

## Здания и сооружения
- Муниципальная средняя общеобразовательная школа № 134 (ул. Мостовая, 12)
- Социальный приют и центр временного содержания для несовершеннолетних
- православный храм во имя Архистратига Божия Михаила (Новогородская улица, 1)[4] построен в 1915 году
- Кондитерское производство «Лиронас» (ул. Неверова, 39, литер 44)[5]
- «Средневолжский станкозавод» (ул. Набережная реки Самары, д. 1)
- Приборостроительный завод «Рейд» (ул. Неверова, 39). Закрыт. Выпускал системы автоматики и защиты ядерных энергетических установок, приборы измерения давления и уровня жидкости.[6]
- Самарский рыбокоптильный цех
- Парфюмерно-косметическое предприятие «Весна», бывший завод «Красный химик».
- здание бывшего кинотеатра «Авангард»
- памятник Г. М. Кржижановскому и дом при железнодорожном депо, в котором жил Кржижановский
- монумент, посвящённый погибшим в Великой Отечественной войне
- Куйбышевский филиал Заочного института советской торговли (ул. Неверова, 87). Филиал образован в 1944 году, но в поселок переехал в 1971 г. Существовал по 2017 год, последовательно меняя названия вслед за головным вузом на Самарский филиал Московского коммерческого института, затем Московского коммерческого университета, Московского государственного университета коммерции. С 1998 г. — Самарский институт МГУК. Далее Самарский институт Российского государственного торгово-экономического университета, а после присоединения головного вуза — Самарский институт Российского экономического университета им. Г. В. Плеханова[7]. С 2018 в здании размещается подразделение Самарского государственного экономического университета, в который влился институт. Здание — памятник истории и культуры регионального значения, построено в 1913 году, по проекту архитектора Д. А. Вернера[8] для городского приходского училища смешанного типа № 38[9]. Далее, вплоть до вселения института, в здании размещались средняя школа и вечерняя школа рабочей молодежи.
- «Дом машинистов паровозных бригад» (улица За Депо, 29) признан объектом культурного наследия решением областного УГООКН[10].

Большую часть жилых зданий в посёлке составляет частный сектор: из 969 домов частного сектора и 43 муниципальных бараков 90 % зданий — деревянные.
На берегу реки Самары находятся лодочные станции «Прокат», «Парус» и другие.

## Транспорт
Автобусные маршруты № 3 и № 13.
Посёлок обособлен от города рекой Самарой и железнодорожными путями, есть всего две автодороги в посёлок:
- с запада: через железнодорожный переезд от улицы Венцека — в посёлке переходит в ул. Неверова
- с востока: через железнодорожный переезд от Речной улицы[14] — в посёлке переходит в ул. 128 км.